# Las Lajas (San Félix)
Las Lajas è un comune (corregimiento) della Repubblica di Panama situato nel distretto di San Félix, provincia di Chiriquí, di cui è capoluogo. Si estende su una superficie di 54,2 km² e conta una popolazione di 1.521 abitanti (censimento 2010).